# 托雷·谢勒
托雷·谢勒（瑞典語：Tore Keller，1905年1月4日—1988年7月15日），瑞典男子足球运动员，司职前锋。他曾代表瑞典国家队参加1924年夏季奥林匹克运动会足球比赛，获得一枚铜牌。